# Bélgica en los Juegos Olímpicos de Seúl 1988
Bélgica estuvo representada en los Juegos Olímpicos de Seúl 1988 por un total de 59 deportistas que compitieron en 16 deportes.  
El portador de la bandera en la ceremonia de apertura fue el remero Dirk Crois.

## Medallistas
El equipo olímpico belga obtuvo las siguientes medallas:
| Nombre              | Deporte | Competición |
| ------------------- | ------- | ----------- |
| Oro                 |         |             |
| —                   |         |             |
| Plata               |         |             |
| —                   |         |             |
| Bronce              |         |             |
| Robert Van de Walle | Judo    | –95 kg M    |
| Frans Peeters       | Tiro    | Foso M      |